# Sacacoyo
Sacacoyo é um município localizado no departamento de La Libertad, em El Salvador. Sua população estimada em 2012 era de 12 299 habitantes.

## Transporte
O município de Sacacoyo é servido pela seguinte rodovia:
- CA-08, que liga o município de Ahuachapán (Departamento de Ahuachapán) (e a Fronteira El Salvador-Guatemala, na cidade de Conguaco - rodovia CA-08 Guatemalteca) à cidade de Colón (Departamento de San Salvador)
- LIB-38, que liga a cidade de Ciudad Arce ao município
- LIB-09, que ligam vários cantões do município
- LIB-07, que liga a cidade de Tepecoyo ao município
- LIB-41  que liga a cidade de Jayaque ao município de Colón [2]